# Nuno Claro
Nuno Claro Simôes Coimbra (ur. 7 stycznia 1977 w Tondela) – portugalski piłkarz występujący na pozycji bramkarza. Od 2013 jest zawodnikiem rumuńskiego ACS Poli Timișoara.